# 钝稃野大麦
钝稃野大麦（学名：[Hordeum spontaneum] 错误：{{Lang}}：文本有斜体标记（帮助））为禾本科大麦属下的一个种。

## 扩展阅读
- 維基物種上的相關：钝稃野大麦